# Barb
|  | Per a altres significats, vegeu «Barb (desambiguació)». |

Els barbs (Barbus) són un gènere de peixos de la família dels ciprínids.
L'espècie tipus, el barb comú, s'anomenava abans Cyprinus barbus i actualment Barbus barbus. El nom del gènere està basat en el fet que la majoria d'espècies presenten unes estructures sensorials al costat de la boca que semblen una barba i que serveixen per explorar els fons aquàtics.
Són peixos d'aigua dolça molt abundants, amb l'aleta dorsal curta. Viuen preferentment prop del fons. Són comestibles. El barb comú pot arribar a fer 50 cm de llargada i és freqüent als rius d'Europa. El barb es considera una espècie introduïda, pròpia dels rius de la conca de l'Ebre. És molt més gros —pot arribar a 2,5 kg de pes i 80 cm de llargària— que el barb cua-roig (Barbus haasi), l'espècie autòctona, que tan sols arriba a 100 g de pes i 20 cm de llargària. El barb comú és una espècie que viu prop del fons, on s'alimenta d'algues i d'invertebrats.

## Taxonomia
- Barbus ablabes (Bleeker, 1863)
- Barbus aboinensis (Boulenger, 1911)
- Barbus acuticeps (Matthes, 1959)
- Barbus afrohamiltoni (Crass, 1960)
- Barbus afrovernayi (Nichols & Boulton, 1927)
- Barbus albanicus (Steindachner, 1870)
- Barbus aliciae (Bigorne & Lévêque, 1993)
- Barbus alluaudi (Pellegrin, 1909)
- Barbus aloyi (Roman, 1970)
- Barbus altianalis (Boulenger, 1900)
- Barbus altidorsalis (Boulenger, 1908)
- Barbus amanpoae (Lambert, 1961)
- Barbus amatolicus (Skelton, 1990)
- Barbus andrewi (Barnard, 1937)
- Barbus anema (Boulenger, 1903)
- Barbus annectens (Gilchrist & Thompson, 1917)
- Barbus anniae (Lévêque, 1983)
- Barbus anoplus (Weber, 1897)
- Barbus ansorgii (Boulenger, 1904)
- Barbus apleurogramma (Boulenger, 1911)
- Barbus arabicus (Trewavas, 1941)
- Barbus arambourgi (Pellegrin, 1935)
- Barbus arcislongae (Keilhack, 1908)
- Barbus argenteus (Günther, 1868)
- Barbus aspilus (Boulenger, 1907)
- Barbus atakorensis (Daget, 1957)
- Barbus atkinsoni (Bailey, 1969)
- Barbus atromaculatus (Nichols & Griscom, 1917)
- Barbus bagbwensis (Norman, 1932)
- Barbus balcanicus (Kotlík, Tsigenopoulos, Ráb & Berrebi, 2002)[3]
- Barbus barbulus (Heckel, 1847)
- Barbus barbus (Linnaeus, 1758)[4]
- Barbus barnardi (Jubb, 1965)
- Barbus barotseensis (Pellegrin, 1920)
- Barbus baudoni (Boulenger, 1918)
- Barbus bawkuensis (Hopson, 1965)
- Barbus bergi (Chichkoff, 1935)[5]
- Barbus bifrenatus (Fowler, 1935)
- Barbus bigornei (Lévêque, Teugels & Thys van den Audenaerde, 1988)
- Barbus boboi (Schultz, 1942)
- Barbus borysthenicus (Dybowski, 1862)
- Barbus bourdariei (Pellegrin, 1928)
- Barbus brachygramma (Boulenger, 1915)
- Barbus brazzai (Pellegrin, 1901)
- Barbus breviceps (Trewavas, 1936)
- Barbus brevidorsalis (Boulenger, 1915)
- Barbus brevilateralis (Poll, 1967)
- Barbus brevipinnis (Jubb, 1966)
- Barbus brichardi (Poll & Lambert, 1959)
- Barbus bynni (Forsskål, 1775)
- Barbus cadenati (Daget, 1962)
- Barbus calidus (Barnard, 1938)
- Barbus callensis (Valenciennes a Cuvier & Valenciennes, 1842)
- Barbus callipterus (Boulenger, 1907)
- Barbus camptacanthus (Bleeker, 1863)
- Barbus candens (Nichols & Griscom, 1917)
- Barbus caninus (Bonaparte, 1839)[6]
- Barbus carcharhinoides (Stiassny, 1991)
- Barbus carens (Boulenger, 1912)
- Barbus carottae (Bianco, 1998)
- Barbus carpathicus (Kotlík, Tsigenopoulos, Ráb & Berrebi, 2002)[3]
- Barbus castrasibutum (Fowler, 1936)
- Barbus catenarius (Poll & Lambert, 1959)
- Barbus caudosignatus (Poll, 1967)
- Barbus cercops (Whitehead, 1960)
- Barbus chicapaensis (Poll, 1967)
- Barbus chiumbeensis (Pellegrin, 1936)
- Barbus chlorotaenia (Boulenger, 1911)
- Barbus choloensis (Norman, 1925)
- Barbus ciscaucasicus (Kessler, 1877)[7]
- Barbus citrinus (Boulenger, 1920)
- Barbus claudinae (De Vos & Thys van den Audenaerde, 1990)
- Barbus clauseni (Thys van den Audenaerde, 1976)
- Barbus collarti (Poll, 1945)
- Barbus condei (Mahnert & Géry, 1982)
- Barbus cyclolepis (Heckel, 1837)[8]
- Barbus dartevellei (Poll, 1945)
- Barbus deguidei (Matthes, 1964)
- Barbus deserti (Pellegrin, 1909)
- Barbus devosi (Banyankimbona, Vreven & Snoeks, 2012)
- Barbus dialonensis (Daget, 1962)
- Barbus diamouanganai (Teugels & Mamonekene, 1992)
- Barbus ditinensis (Daget, 1962)
- Barbus dorsolineatus (Trewavas, 1936)
- Barbus eburneensis (Poll, 1941)
- Barbus elephantis (Boulenger, 1907)
- Barbus ensis (Boulenger, 1910)
- Barbus ercisianus (Karaman, 1971)
- Barbus erubescens (Skelton, 1974)
- Barbus erythrozonus (Poll & Lambert, 1959)
- Barbus ethiopicus (Zolezzi, 1939)
- Barbus euboicus (Stephanidis, 1950)
- Barbus eurystomus (Keilhack, 1908)
- Barbus eutaenia (Boulenger, 1904)
- Barbus evansi (Fowler, 1930)
- Barbus fasciolatus (Günther, 1868)
- Barbus fasolt (Pappenheim in Pappenheim & Boulenger, 1914)
- Barbus foutensis (Lévêque, Teugels & Thys van den Audenaerde, 1988)
- Barbus fritschii (Günther, 1874)
- Barbus gananensis (Vinciguerra, 1895)
- Barbus gestetneri (Banister & Bailey, 1979)
- Barbus girardi (Boulenger, 1910)
- Barbus goktschaicus (Kessler, 1877)[9]
- Barbus greenwoodi (Poll, 1967)
- Barbus gruveli (Pellegrin, 1911)
- Barbus grypus (Heckel, 1843)
- Barbus guildi (Loiselle, 1973)
- Barbus guineensis (Pellegrin, 1913)
- Barbus guirali (Thominot, 1886)
- Barbus gulielmi (Boulenger, 1910)
- Barbus gurneyi (Günther, 1868)
- Barbus haasi (Mertens, 1925)[10]
- Barbus haasianus (David, 1936)
- Barbus harterti (Günther, 1901)
- Barbus holotaenia (Boulenger, 1904)
- Barbus hospes (Barnard, 1938)
- Barbus huguenyi (Bigorne & Lévêque, 1993)
- Barbus huloti (Banister, 1976)
- Barbus hulstaerti (Poll, 1945)
- Barbus humeralis (Boulenger, 1902)
- Barbus humilis (Boulenger, 1902)
- Barbus humphri (Banister, 1976)
- Barbus hypsolepis (Daget, 1959)
- Barbus inaequalis (Lévêque, Teugels & Thys van den Audenaerde, 1988)
- Barbus innocens (Pfeffer, 1896)
- Barbus iturii (Holly, 1929)
- Barbus jacksoni (Günther, 1889)
- Barbus jae (Boulenger, 1903)
- Barbus janssensi (Poll, 1976)
- Barbus jubbi (Poll, 1967)
- Barbus kamolondoensis (Poll, 1938)
- Barbus kersin (Heckel, 1843)
- Barbus kerstenii (Peters, 1868)
- Barbus kessleri (Steindachner, 1866)
- Barbus kissiensis (Daget, 1954)
- Barbus kubanicus (Berg, 1912)[11]
- Barbus kuiluensis (Pellegrin, 1930)
- Barbus lacerta (Heckel, 1843)[12]
- Barbus lagensis (Günther, 1868)
- Barbus lamani (Lönnberg & Rendahl, 1920)
- Barbus laticeps (Pfeffer, 1889)
- Barbus lauzannei (Lévêque & Paugy, 1982)
- Barbus leonensis (Boulenger, 1915)
- Barbus leptopogon (Schimper, 1834)
- Barbus liberiensis (Steindachner, 1894)
- Barbus lineomaculatus (Boulenger, 1903)
- Barbus longiceps (Valenciennes a Cuvier & Valenciennes, 1842)
- Barbus longifilis (Pellegrin, 1935)
- Barbus lornae (Ricardo-Bertram, 1943)
- Barbus lorteti (Sauvage, 1882)
- Barbus loveridgii (Boulenger, 1916)
- Barbus luapulae (Fowler, 1958)
- Barbus lucius (Boulenger, 1910)
- Barbus lufukiensis (Boulenger, 1917)
- Barbus luikae (Ricardo, 1939)
- Barbus lujae (Boulenger, 1913)
- Barbus lukindae (Boulenger, 1915)
- Barbus lukusiensis (David & Poll, 1937)
- Barbus luluae (Fowler, 1930)
- Barbus macedonicus (Karaman, 1928)[13]
- Barbus machadoi (Poll, 1967)
- Barbus macinensis (Daget, 1954)
- Barbus macroceps (Fowler, 1936)
- Barbus macrolepis (Pfeffer, 1889)
- Barbus macrops (Boulenger, 1911)
- Barbus macrotaenia (Worthington, 1933)
- Barbus magdalenae (Boulenger, 1906)
- Barbus manicensis (Pellegrin, 1919)
- Barbus mariae (Holly, 1929)
- Barbus marmoratus (David & Poll, 1937)
- Barbus martorelli (Roman, 1970)
- Barbus matthesi (Poll & Gosse, 1963)
- Barbus mattozi (Guimarães, 1884)
- Barbus mawambi (Pappenheim a Pappenheim & Boulenger, 1914)
- Barbus mawambiensis (Steindachner, 1911)
- Barbus mediosquamatus (Poll, 1967)
- Barbus melanotaenia (Stiassny, 1991)
- Barbus meridionalis (Risso, 1827)[14]
- Barbus microbarbis (David & Poll, 1937)
- Barbus microterolepis (Boulenger, 1902)
- Barbus mimus (Boulenger, 1912)
- Barbus miolepis (Boulenger, 1902)
- Barbus mirabilis (Pappenheim in Pappenheim & Boulenger, 1914)
- Barbus mocoensis (Trewavas, 1936)
- Barbus mohasicus (Pappenheim in Pappenheim & Boulenger, 1914)
- Barbus motebensis (Steindachner, 1894)
- Barbus multilineatus (Worthington, 1933)
- Barbus musumbi (Boulenger, 1910)
- Barbus nanningsi (de Beaufort, 1933)
- Barbus nasus (Günther, 1874)
- Barbus neefi (Greenwood, 1962)
- Barbus neglectus (Boulenger, 1903)
- Barbus neumayeri (Fischer, 1884)
- Barbus nigeriensis (Boulenger, 1903)
- Barbus nigrifilis (Nichols, 1928)
- Barbus nigroluteus (Pellegrin, 1930)
- Barbus niluferensis (Turan, Kottelat & Ekmekci, 2009)
- Barbus niokoloensis (Daget, 1959)
- Barbus nounensis (Van den Bergh & Teugels, 1998)
- Barbus nyanzae (Whitehead, 1960)
- Barbus okae (Fowler, 1949)
- Barbus oligogrammus (David, 1937)
- Barbus oligolepis (Battalgil, 1941)
- Barbus olivaceus (Seegers, 1996)
- Barbus owenae (Ricardo-Bertram, 1943)
- Barbus oxyrhynchus (Pfeffer, 1889)
- Barbus pagenstecheri (Fischer, 1884)
- Barbus pallidus (Smith, 1841)
- Barbus paludinosus (Peters, 1852)
- Barbus papilio (Banister & Bailey, 1979)
- Barbus parablabes (Daget, 1957)
- Barbus parajae (Van den Bergh & Teugels, 1998)
- Barbus parawaldroni (Lévêque, Thys van den Audenaerde & Traoré, 1987)
- Barbus paucisquamatus (Pellegrin, 1935)
- Barbus pellegrini (Poll, 1939)
- Barbus peloponnesius (Valenciennes a Cuvier & Valenciennes, 1842)[15]
- Barbus pergamonensis (Karaman, 1971)[16]
- Barbus perince (Rüppell, 1835)
- Barbus petchkovskyi (Poll, 1967)
- Barbus petenyi (Heckel, 1852)[17]
- Barbus petitjeani (Daget, 1962)
- Barbus platyrhinus (Boulenger, 1900)
- Barbus plebejus (Bonaparte, 1839)[6]
- Barbus pleurogramma (Boulenger, 1902)
- Barbus pobeguini (Pellegrin, 1911)
- Barbus poechii (Steindachner, 1911)
- Barbus prespensis (Karaman, 1924)[18]
- Barbus prionacanthus (Mahnert & Géry, 1982)
- Barbus profundus (Greenwood, 1970)
- Barbus pseudognathodon (Boulenger, 1915)
- Barbus pseudotoppini (Seegers, 1996)
- Barbus pumilus (Boulenger, 1901)
- Barbus punctitaeniatus (Daget, 1954)
- Barbus pygmaeus (Poll & Gosse, 1963)
- Barbus quadrilineatus (David, 1937)
- Barbus quadripunctatus (Pfeffer, 1896)
- Barbus radiatus (Peters, 1853)
- Barbus raimbaulti (Daget, 1962)
- Barbus rebeli (Koller, 1926)[19]
- Barbus reinii (Günther, 1874)
- Barbus rhinophorus (Boulenger, 1910)
- Barbus rohani (Pellegrin, 1921)
- Barbus rosae (Boulenger, 1910)
- Barbus roussellei (Ladiges & Voelker, 1961)
- Barbus rouxi (Daget, 1961)
- Barbus roylii (Boulenger, 1912)
- Barbus ruasae (Pappenheim a Pappenheim & Boulenger, 1914)
- Barbus rubrostigma (Poll & Lambert, 1964)
- Barbus sacratus (Daget, 1963)
- Barbus salessei (Pellegrin, 1908)
- Barbus schoutedeni (Poll & Lambert, 1961)
- Barbus sclateri (Günther, 1868)

- Barbus serengetiensis (Farm, 2000)[20]
- Barbus serra (Peters, 1864)
- Barbus seymouri (Tweddle & Skelton, 2008)[21]
- Barbus sexradiatus (Boulenger, 1911)
- Barbus somereni (Boulenger, 1911)
- Barbus sperchiensis (Stephanidis, 1950)[22]
- Barbus stanleyi (Poll & Gosse, 1974)
- Barbus stappersii (Boulenger, 1915)
- Barbus stauchi (Daget, 1967)
- Barbus steindachneri (Almaça, 1967)
- Barbus stigmasemion (Fowler, 1936)
- Barbus stigmatopygus (Boulenger, 1903)
- Barbus strumicae (Karaman, 1955)[23]
- Barbus subinensis (Hopson, 1965)
- Barbus sublimus (Coad & Najafpour, 1997)
- Barbus sublineatus (Daget, 1954)
- Barbus subquincunciatus (Günther, 1868)
- Barbus surkis (Rüppell, 1835)
- Barbus sylvaticus (Loiselle & Welcomme, 1971)
- Barbus syntrechalepis (Fowler, 1949)
- Barbus taeniopleura (Boulenger, 1917)
- Barbus taeniurus (Boulenger, 1903)
- Barbus tanapelagius (Graaf, Dejen, Sibbing & Osse, 2000)[24]
- Barbus tangandensis (Jubb, 1954)
- Barbus tauricus (Kessler, 1877)[9]
- Barbus tegulifer (Fowler, 1936)
- Barbus tetrastigma (Boulenger, 1913)
- Barbus thamalakanensis (Fowler, 1935)
- Barbus thessalus (Stephanidis, 1971)
- Barbus thysi (Trewavas, 1974)
- Barbus tiekoroi (Lévêque, Teugels & Thys van den Audenaerde, 1987)
- Barbus tomiensis (Fowler, 1936)
- Barbus tongaensis (Rendahl, 1935)
- Barbus toppini (Boulenger, 1916)
- Barbus trachypterus (Boulenger, 1915)
- Barbus traorei (Lévêque, Teugels & Thys van den Audenaerde, 1987)
- Barbus treurensis (Groenewald, 1958)
- Barbus trevelyani (Günther, 1877)
- Barbus trimaculatus (Peters, 1852)
- Barbus trinotatus (Fowler, 1936)
- Barbus trispiloides (Lévêque, Teugels & Thys van den Audenaerde, 1987)
- Barbus trispilomimus (Boulenger, 1907)
- Barbus trispilopleura (Boulenger, 1902)
- Barbus trispilos (Bleeker, 1863)
- Barbus tropidolepis (Boulenger, 1900)
- Barbus truttiformis (Nagelkerke & Sibbing, 1997)
- Barbus tsanensis (Nagelkerke & Sibbing, 1997)
- Barbus turkanae (Hopson & Hopson, 1982)
- Barbus tyberinus (Bonaparte, 1839)[6]
- Barbus umbeluziensis (Groenewald, 1958)
- Barbus unitaeniatus (Günther, 1866)
- Barbus urostigma (Boulenger, 1917)
- Barbus urotaenia (Boulenger, 1913)
- Barbus usambarae (Lönnberg, 1907)
- Barbus vanderysti (Poll, 1945)
- Barbus venustus (Bailey, 1980)
- Barbus viktorianus (Lohberger, 1929)
- Barbus viviparus (Weber, 1897)
- Barbus waleckii (Rolik, 1970)[25]
- Barbus walkeri (Boulenger, 1904)
- Barbus wellmani (Boulenger, 1911)
- Barbus wurtzi (Pellegrin, 1908)
- Barbus xanthopterus (Heckel, 1843)
- Barbus yeiensis (Johnsen, 1926)
- Barbus yongei (Whitehead, 1960)
- Barbus zalbiensis (Blache & Miton, 1960)
- Barbus zanzibaricus (Peters, 1868)[26]